# Brinolfo II de Escara
Brinolfo II de Escara (em latim: Brynolphus Scarensis), também chamado Brinolfo Filho de Carlos (em sueco: Brynolf Karlsson; em latim: Brynolphus Caroli) foi um prelado sueco que serviu como bispo de Escara de 1404 até sua renúncia em 1424. Pertencia a uma família nobre pouco conhecida e em 1375 tornar-se-ia cônego em Escara, onde ocupou a prebenda (canonicato) de São Nicolau antes de estudar na Universidade de Paris por vários anos. Se tornou bacharel de artes em 1379 e magíster em 1380 (entrou na corporação de mestres em 2 de junho) e em 1382 foi nomeado procurador do Reino da Inglaterra, mas renunciou a essa dignidade, talvez porque foi promovido à função de deão em Escara, onde se tornaria importante assistente do bispo Tosteno. Em 1404, sucede Tosteno como bispo e ocupa essa posição até 1424, quando renunciou. Faleceu em 1430.

## Vida

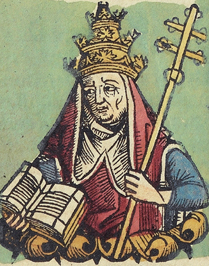
r. segundo a Crônica de Nurembergue

Brinolfo pertencia a uma família nobre pouco conhecida, cujo brasão tinha três chifres. Nasce em 1351 e era filho de Carlos. Em 1375, foi feito cônego em Escara, onde ocupou a prebenda (canonicato) de São Nicolau antes de estudar na Universidade de Paris por vários anos. Na cidade, vivenciou a eclosão do Grande Cisma do Ocidente, que afetou a vida universitária e clerical do período. Se tornou bacharel de artes em 1379 e magíster em 1380 (entrou na corporação de mestres em 2 de junho) e em 1382 tornar-se-ia procurador da Inglaterra, mas renunciou, provavelmente porque foi promovido à função de deão em Escara, onde tornar-se-ia importante assistente do bispo Tosteno. Ao menos duas vezes, em 1396 e 1397, esteve no conselho clerical. Em 1404, um acordo foi concluído, segundo o qual Tosteno abdicou, em detrimento do caráter vitalício do ofício, e Brinolfo sucedeu-o. Brinolfo foi a Roma e obteve confirmação do Inocêncio IV (r. 1404–1406) em 29 de março de 1405 em troca de pagar à câmara papal duas taxas pela nomeação e mais uma quantia para seus legados; não obstante, já era referido como bispo desde 1402, talvez por sua consagração antes da confirmação papal. Ainda devia estar em Roma em julho de 1405, quando recebeu permissão do papa para alocar o chamado "dízimo dos pobres" da diocese à manutenção dos cônegos.
Adquiriu à igreja a fazenda de Brinolfsboda (Brunsbo) e ainda há algumas de suas cartas de indulgência. Gregório XII (r. 1406–1415), se queixou que as guerras entre Margarida I (r. 1387–1412) e Érico (r. 1412–1442) devastaram parte da diocese e foi autorizado a fundir sob um clérigo as congregações incapazes de manter seus padres. Ficou em bons termos com Margarida, embora durante a disputa cismática pela diocese de Estregnésia em 1409-1410, tomou partido contra o candidato da rainha, André João, e junto com os bispos de Lincopinga e Vesteros o baniu em 1 de agosto de 1410. Após a morte de Margarida em 1412, deu amplo reconhecimento ao trabalho dela. No começo do reinado de Érico, sua diocese passou por uma reorganização na qual Brinolfo recebeu posses que pôde reter. Também participou dos conselhos provinciais em Arboga de 1412, 1417 e 1423 e naquele de 1417 o abade Hans de Alvastra acusou Brinolfo de comparar Érico ao imperador Nero.
Em 1415, segundo uma carta, Brinolfo recebeu um lote na Abadia de Vadstena, que havia sido prometido a ele e seus pais antes dele, na condição de que as residências que ali construídas fossem revertidas à abadia após sua morte. Além disso, no tempo do Concílio de Constança (1414–1418), mandou um representante apelar em nome da canonização de Brinolfo I, cuja santidade era reconhecida na Suécia. Uma investigação foi encomendada sobre a vida do clérigo a pedido do rei Érico e Brinolfo foi, em 1417, uma testemunha. Brinolfo renunciou ao bispado em 1424 e sua renúncia foi executada por João Mateus em frente ao pseudocardeal Tommaso Brancaccio (São João e São Paulo) e seu sucessor, o ex-arquidiácono Sigo, foi nomeado pela comissão papal em 5 de junho. Brinolfo faleceu em 1430.